# عبد الله بن عبد العزيز السويلم
اخوانه ==
اخيه بالرضاعة الامير سعود بن محمد بن عبدالعزيز بن سعود بن فيصل

## زوجاته
نورة بنت عبد الرحمن بن مقرن
الجوهرة بنت عبد المحسن آل سعود
منيرة بنت عبدالملك آل الشيخ
عبد الله بن عبد العزيز بن محمد السويلم، هو مستشار ورئيس الشؤون الداخلية بالديوان الملكي السعودي سابقا. ومن رجال الرعيل الأول في الوطن السعودي.

## نشأته
والده هو عبد العزيز بن محمد بن إبراهيم السويلم قدم من ثادق إلى الرياض وعين قاضيا انذاك. عاش يتيما بعد وفاة والده وهو لم يتجاوز السادسة من عمره. تعلم القراءة والكتابة عن طريق معلم أفريقي كان يعلم الأمراء في ذلك الوقت يدعى السناري، حيث كان التعليم في ذلك الوقت وفي أغلب مناطق المملكة يتم عن طريق الكتاتيب.

## المناصب
شق طريقه بالحياة العملية بالعمل الوظيفي في عهد الملك عبد العزيز، فهو كان أحد المقربين لدى سعود بن عبد العزيز، ثم بقية الملوك من بعده. وبعد ان أتقن القراءة والكتابة زاول العمل وهو صغير السن وكان أول عمل يزاوله عند ولي العهد في ذلك الوقت (الملك سعود بن عبد العزيز)، استلام معاريض المواطنين ثم عرضها على ولي العهد ليتخذ الإجراء المناسب لها. ثم عمل مع ابن عمه إبراهيم السويلم، ثم تدرج في الديوان الملكي إلى أن أصبح مستشار ورئيساً للشؤون الداخلية بالديوان الملكي.

## وفاته
توفي يوم الأربعاء 9 جمادى الآخرة 1435 هـ، بعد معاناة مع المرض. وأديت الصلاة على الفقيد بعد صلاة العصر في جامع الملك خالد بأم الحمام.